# Eternal Flame (The Bangles)
Eternal Flame è il secondo singolo del gruppo statunitense The Bangles tratto dall'album Everything, pubblicato nel 1989 dalla Columbia.

## Il brano
Il brano è stato scritto da due noti autori musicali Billy Steinberg e Tom Kelly e dalla cantante del gruppo Susanna Hoffs.
Si ispira a due "eternal flames", quella sulla tomba di Elvis Presley a Graceland visitata del gruppo e quella nella sinagoga di Palm Springs, che Steinberg frequentava da bambino.
Come dichiarato dalla Hoffs in un'intervista ad un programma della BBC, ha cantato in studio di registrazione completamente nuda, convinta dal produttore Davitt Sigerson che Olivia Newton John avesse fatto lo stesso.
Il brano si classificato al 1º posto nella classifica Billboard Hot 100 negli Stati Uniti e al 1º posto nella UK Singles Chart nel Regno Unito nel 1989.

## Video
Il video musicale del brano è girato su una spiaggia al tramonto. In esso appare Susanna che canta il brano alternata ad immagini delle altre componenti del gruppo che la accompagnano ai cori. Nel finale si ritrovano tutte e quattro a correre in cerchio in riva al mare.

## Tracce
Vinile 7" USA
1. Eternal Flame – 3:55 (Hoffs, Kelly, Steinberg)
2. What I Meant To Say – 3:20 (D. Peterson, V. Peterson)

CD singolo EU
1. Eternal Flame – 3:55 (Hoffs, Kelly, Steinberg)
2. Walk Like an Egyptian (12" Dance mix) – 5:48 (Stemberg)
3. What I Meant To Say – 3:20 (D. Peterson, V. Peterson)

## Formazione
Hanno partecipato alle registrazioni secondo le note dell'album:
The Bangles
- Susanna Hoffs – voce, chitarra, cori
- Vicki Peterson – voce, chitarra, cori
- Michael Steele – voce, basso, chitarra, cori
- Debbi Peterson – voce, batteria, percussioni, cori

Tecnici
- Davitt Sigerson – produttore
- Ken Felton – ingegnere del suono
- John Beverly Jones – ingegnere del suono
- Joe Schiff – assistente ingegnere del suono
- Frank Filipetti – missaggio
- Doug Sax – mastering

## Classifiche

### Classifiche settimanali
| Classifica (1989)                | Posizione massima |
| -------------------------------- | ----------------- |
| Australia                        | 1                 |
| Austria                          | 3                 |
| Belgio (Fiandre)                 | 1                 |
| Canada                           | 2                 |
| Europa                           | 2                 |
| Francia                          | 5                 |
| Germania                         | 4                 |
| Irlanda                          | 1                 |
| Norvegia                         | 1                 |
| Nuova Zelanda                    | 4                 |
| Paesi Bassi                      | 1                 |
| Portogallo                       | 1                 |
| Regno Unito                      | 1                 |
| Stati Uniti                      | 1                 |
| Stati Uniti (adult contemporary) | 1                 |
| Svezia                           | 1                 |
| Svizzera                         | 2                 |

### Classifiche di fine anno
| Classifica (1989) | Posizione |
| ----------------- | --------- |
| Australia         | 4         |
| Austria           | 10        |
| Belgio (Fiandre)  | 3         |
| Germania          | 15        |
| Nuova Zelanda     | 15        |
| Paesi Bassi       | 5         |
| Regno Unito       | 3         |
| Stati Uniti       | 32        |
| Svizzera          | 5         |

## Cover
Nel 2000 la cantante tedesca Rollergirl realizzò una cover di Eternal Flame inseritasi alla quarantesimo posizione delle classifiche tedesche.